# Pachysandra
Pachysandra (Pachysandra), též tlustonitník, je rod vyšších dvouděložných rostlin z čeledi zimostrázovité (Buxaceae). Zahrnuje 3 druhy bylin a polokeřů, rozšířených ve východní Asii a jv. USA. Pachysandry se pěstují v České republice jako stálezelené půdopokryvné rostliny, zejména pachysandra klasnatá.

## Popis
Pachysandry jsou stálezelené, plazivé nebo vystoupavé polokeře nebo vytrvalé byliny. Listy jsou jednoduché, řapíkaté, měkké až slabě kožovité, na vrcholu zubaté nebo řidčeji celokrajné, střídavé. Žilnatina je tvořena 2 nebo 3 páry postranních žilek, od báze bývá dlanitě trojžilná (triplinervní). Květy jsou uspořádány ve vrcholových klasech. V koncové části klasu bývají samčí květy a v dolní části samičí, zřídka jsou květenství jednopohlavná. Květy jsou drobné, bílé nebo růžové. Samčí květy mají 4 okvětní lístky ve 2 kruzích a obsahují 4 vyčnívající tyčinky a sterilní zbytek semeníku. Samičí květy mají 4 až 6 okvětních lístků, semeník je srostlý ze 2 nebo 3 plodolistů, se stejným počtem komůrek a dlouhých čnělek. Na vrcholu čnělky je dlouze sbíhavá blizna. Plodem je dužnatá peckovice.

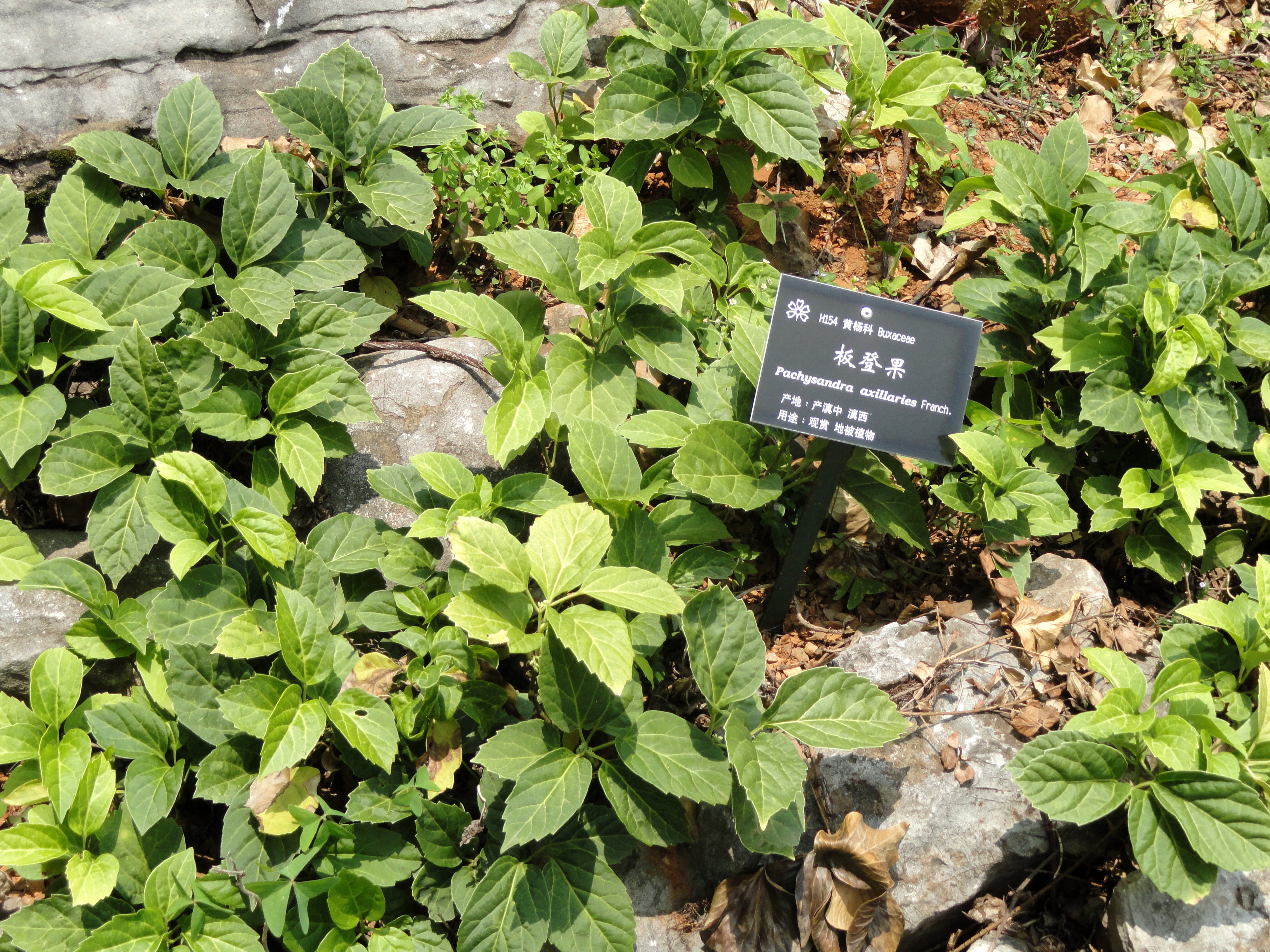
Pachysandra úžlabní (Pachysandra axillaris)
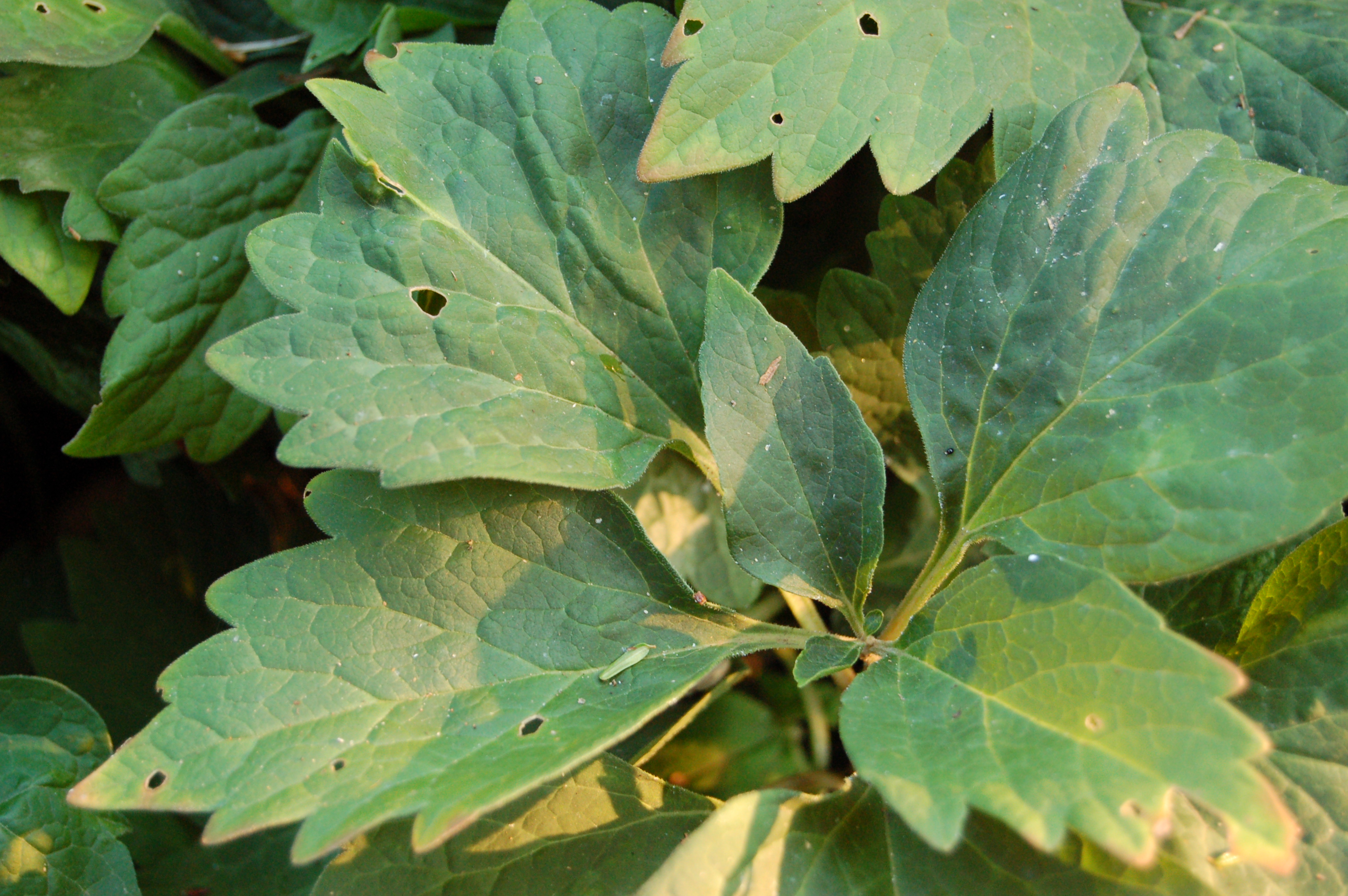
Listy pachysandry poléhavé
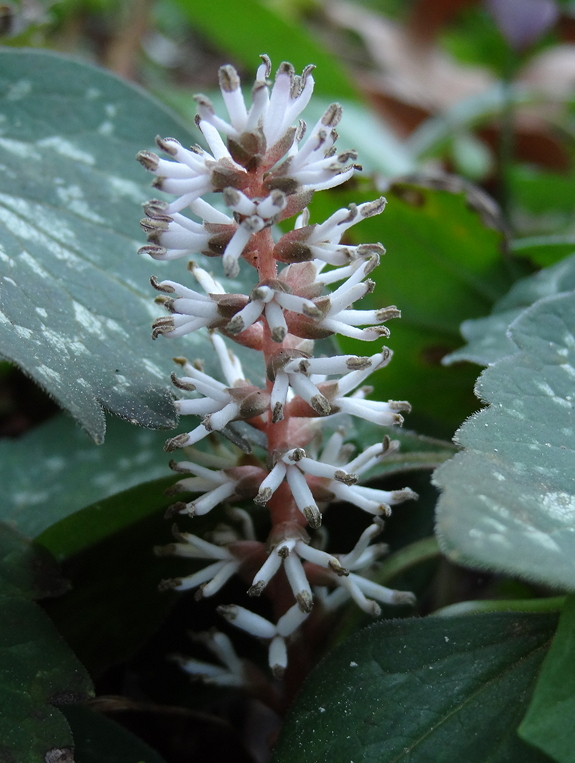
Květenství pachysandry poléhavé

## Rozšíření
Rod pachysandra zahrnuje 3 druhy. Dva z nich se vyskytují ve východní Asii, jeden (pachysandra poléhavá) v jihovýchodních oblastech USA.

## Zástupci
- pachysandra klasnatá (Pachysandra terminalis)
- pachysandra poléhavá (Pachysandra procumbens)
- pachysandra úžlabní (Pachysandra axillaris)

## Význam
V České republice je jako půdopokryvná rostlina pěstována zejména pachysandra klasnatá (Pachysandra terminalis), řidčeji i pachysandra poléhavá (Pachysandra procumbens). Od obou druhů existují i zahradní kultivary.

## Pěstování
Pachysandry jsou málo náročné rostliny, které se vysazují na stinné až polostinné stanoviště. Vytvářejí kompaktní a celoročně vzhledný koberec sytě zelených listů, který vydrží bez ošetřování desítky let a pohlcuje opadávající listí. Rostou v lehčích i těžších půdách, vhodný je přídavek humusu či rašeliny. Kořeny jsou mělké a nekonkurují ostatním dřevinám. Pachysandry se množí dělením nebo řízkováním vrcholovými řízky v létě. Novou výsadbu je vhodné opatřit lehkým zimním krytem.